# 지구촌행복지수

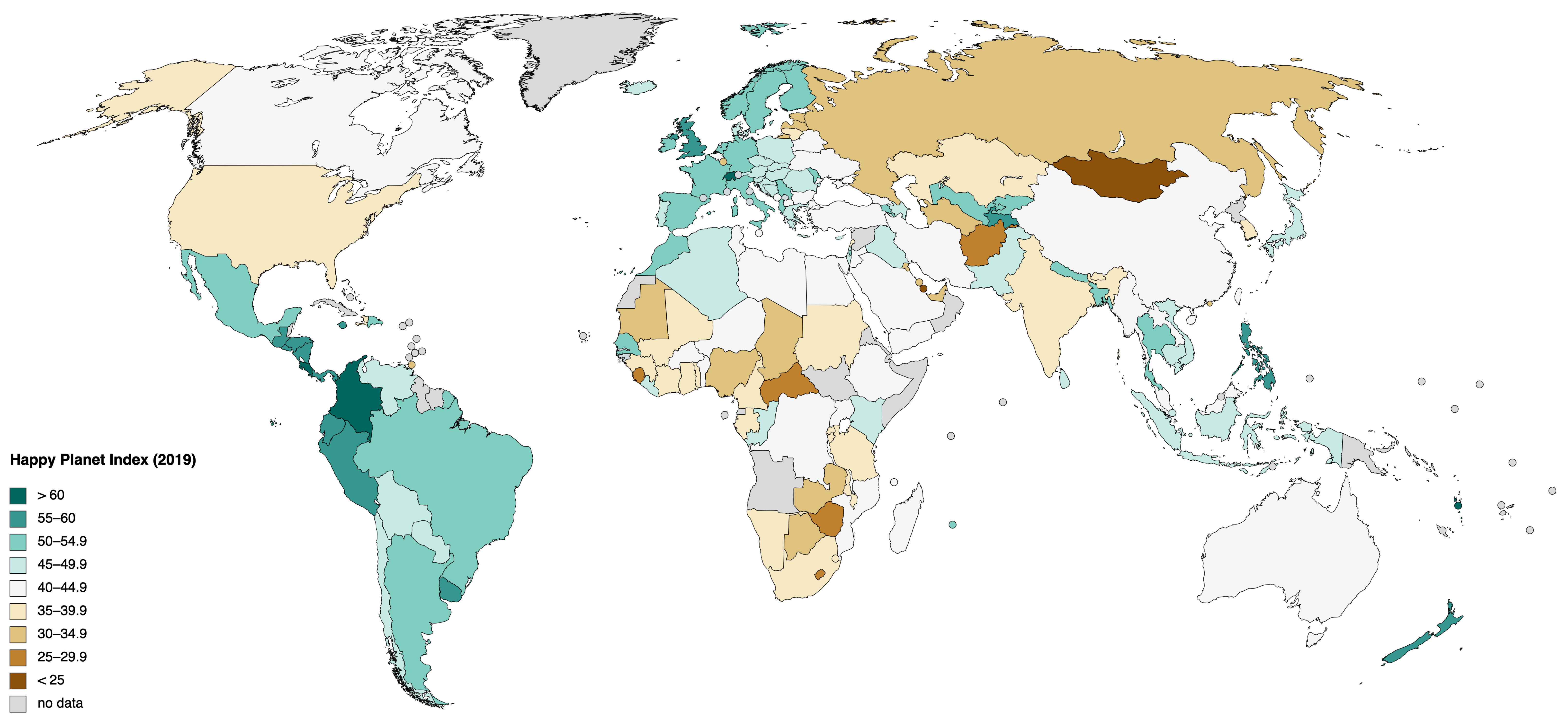
지구촌행복지수를 나타낸 지도(2019). 최고점인 국가는 밝은 초록색; 최저인 국가는 갈색

지구촌행복지수(영어: Happy Planet Index, HPI)는 영국의 신경제재단이 2006년 7월에 도입한 지수로 사람들의 행복과 참살이 지수를 말한 것이다. 삶의 행복지표, 환경오염지표, 기대지수 등을 반영한 것이다.
지표는 각국의 개발지수인 GDP, 인간개발지수 등을 반영하지만 지속 가능성은 고려하지 않는다. 특별히 GDP는 포함 지표로 적절치 못하다는 의견도 있는데 이는 대부분의 사람들이 갖는 목표가 궁극적으로는 부유함보다도 행복하고 건강한 삶을 살고 싶어하기 때문이다.
2019년 가장 행복지수가 높은 국가는 바누아투, 스웨덴, 엘살바도르, 코스타리카, 니카라과, 덴마크, 스페인, 파나마, 프랑스, 칠레 등이다.

## 같이 보기
- 행복
- 국민총행복지수(GNH)
- 일과 삶의 균형(WLB)
- 세계행복보고서